# Accademia Carrara

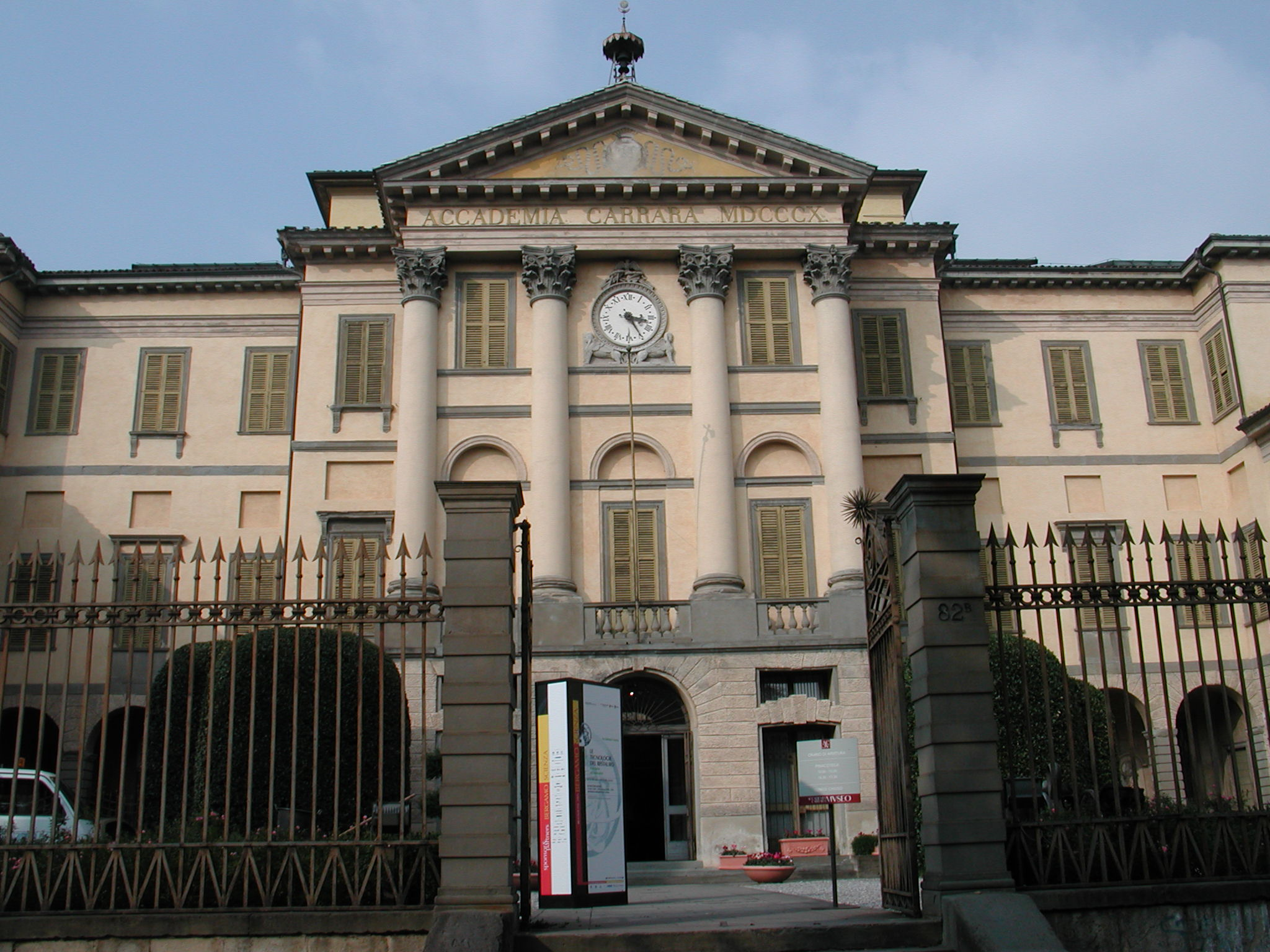

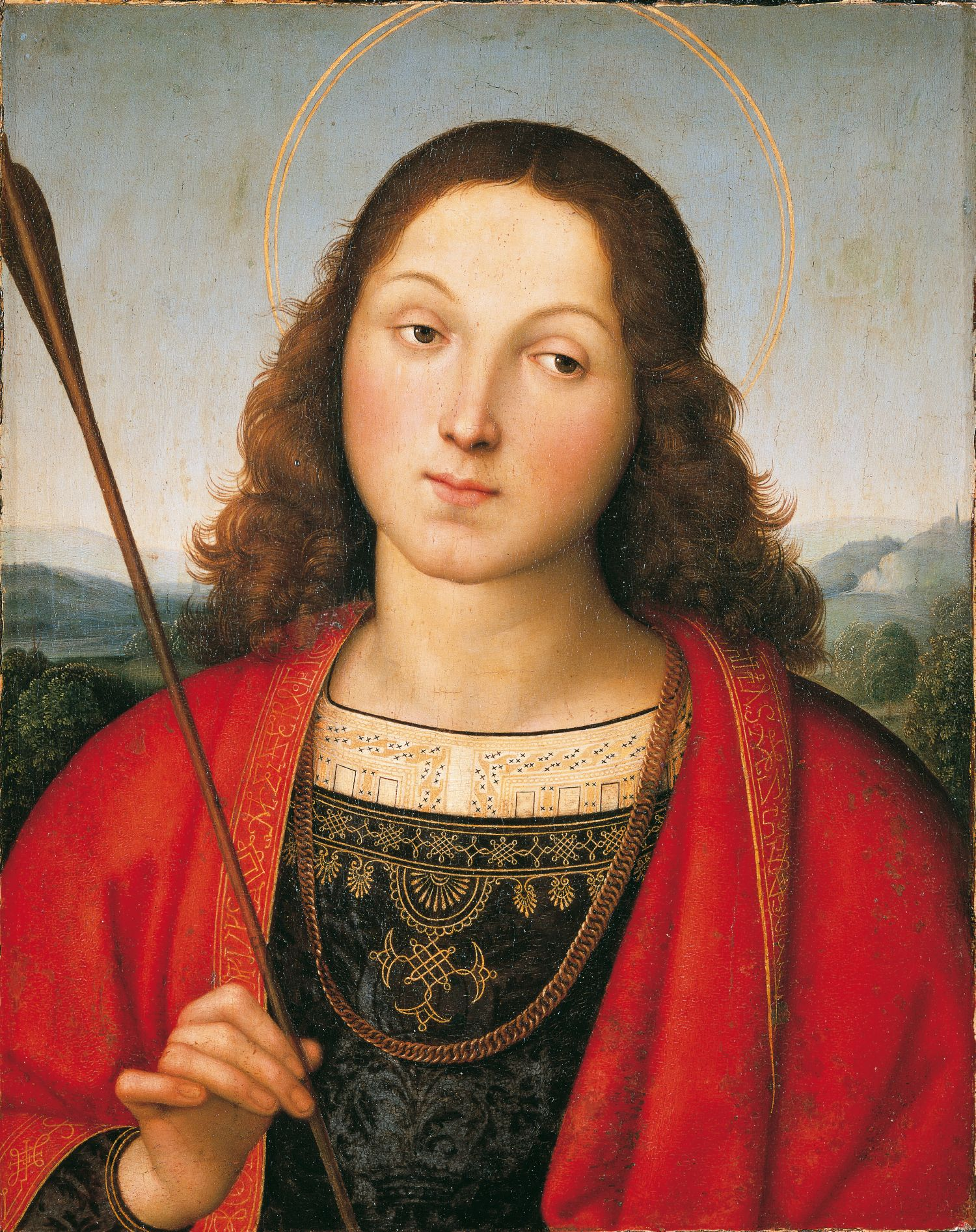
Sebastian from Rafael 1501/1502

Accademia Carrara är ett konstmuseum i Bergamo i Italien. 
Museet existerar tack vare greven Giacomo Carrara som var en konstmecenat och konstsamlare under 1700-talet. Han lämnade sina samlingar att förvaltas av staden Bergamo.
Efter grevens död år 1796 sköttes hans tillgångar av en förvaltare fram till 1958 då Bergamos kommun övertog förvaltningen. 1810 uppfördes en ny byggnad i neoklassisk stil. Arkitekt var Simone Elia, elev till Leopoldo Pollack.
Museet har kontinuerligt utökat sina samlingar genom inköp och donationer. År 2006 finns det mer än 1 800 målningar från 1400-talet till 1800-talet av konstnärer som  Pisanello, Botticelli, Bellini, Mantegna, Raffaello, Moroni, Baschenis, Fra Galgario, Tiepolo, Canaletto och Piccio.
Vid sidan av målningar finns det teckningar, tryck, bronsskulpturer, skulpturer, keramik, möbler och en samling av medaljer. 
1793 samtidigt som den första offentliga visningen av sina egna samlingar ville greven att tecknings och målarkurser skulle hållas. Skolan var lokaliserad i samma byggnad som konstgalleriet fram till 1912 då den flyttades och hålles nu i en egen byggnad strax intill. Sedan 1988 har skolan officiellt utsetts till Accademia di Belle Arti.
1991 lades det moderna konstgalleriet till, Galleria d’Arte Moderna e Contemporanea (GAMEC).  Det ligger i en byggnad mittemot den neoklassiska avdelningen.  
Den har tio utställningshallar i tre våningar. Från juni 1999, med inköpet av Raccolta Gianfranco e Luigia Spajani , innehåller den permanenta samlingen konstverk av italienska och utländska konstnärer från 1900-talet som Boccioni, Balla, Morandi, Campigli, Casorati, Savinio, De Chirico, Kandinskij, Sutherland och Manzù.